# Круглов, Павел Николаевич
Па́вел Никола́евич Кругло́в (род. 17 сентября 1985 в Москве) — российский волейболист, диагональный нападающий, мастер спорта международного класса (2013).

## Биография
Павел Круглов начинал заниматься волейболом в 1996 году в московской СДЮСШОР № 65 у тренера Владимира Лукьяновича Русских. В 2001 году дебютировал в российской Суперлиге в составе «Динамо-МГФСО-Олимпа». По итогам первого сезона в профессиональном спорте выиграл бронзу чемпионата России и вместе с одноклубником Александром Волковым получил вызов в молодёжную сборную. Российская команда, в которой Круглов являлся самым юным игроком, заняла 4-е место на чемпионате Европы в Польше.
В 2003 году вместе со сверстниками Павел играл за юниорскую сборную, став победителем и лучшим нападающим европейского первенства в Загребе, а в следующем сезоне в том же городе, выступая с травмой, выиграл золото чемпионата Европы среди молодёжи, на котором был признан лучшим в атаке и самым результативным.
4 июня 2005 года Павел Круглов провёл первый матч за национальную сборную России, обыгравшую в тот день в Таллине в рамках Евролиги команду Эстонии. В августе того же года выиграл золотую медаль молодёжного чемпионата мира.
В 2006 году вернулся из московского «Луча», в котором провёл три сезона на правах аренды, в московское «Динамо», а перед чемпионатом Европы-2007 снова получил вызов в сборную России. И в клубе, и в сборной в тот период Павел был вторым диагональным, подменяя по ходу матчей Семёна Полтавского.
В сезоне-2009/10 выступал за одинцовскую «Искру», затем вновь перешёл в «Динамо». В августе 2011 года в составе студенческой сборной России выиграл золотую медаль Универсиады в Шэньчжэне, осенью того же года с национальной сборной стал победителем Кубка мира. В 2012 году во второй раз за карьеру являлся кандидатом на участие в олимпийском турнире, но в окончательную заявку команды на Игры в Лондоне включён не был.
В сезонах-2012/13 и 2013/14 Павел Круглов входил в десятку лучших по результативности игроков чемпионата России. В апреле 2015 года во второй раз выиграл Кубок Европейской конфедерации волейбола. По сумме двух финальных матчей против итальянского «Трентино» он заработал 53 очка и был удостоен награды самому ценному игроку.
В июне 2019 года перешёл из московского «Динамо» в новосибирский «Локомотив», в котором провёл пять сезонов и в 2020 году выиграл второе в карьере золото чемпионата России.

## Достижения

### Со сборными
- Серебряный призёр чемпионата Европы (2007).
- Обладатель Кубка мира (2011), серебряный призёр Кубка мира (2007).
- Чемпион Универсиады (2011).
- Чемпион Европы среди юношей (2003).
- Чемпион Европы среди молодёжных команд (2004).
- Чемпион мира среди молодёжных команд (2005).

### В клубной карьере
- Чемпион России (2007/08, 2019/20), серебряный (2006/07, 2010/11, 2011/12, 2015/16, 2016/17, 2021/22) и бронзовый (2001/02, 2014/15, 2017/18, 2020/21, 2022/23) призёр чемпионата России.
- Обладатель Кубка России (2006, 2008), финалист (2007, 2010, 2013) и бронзовый призёр (2012, 2015) Кубка России.
- Обладатель Суперкубка России (2008).
- Бронзовый призёр Лиги чемпионов (2006/07, 2010/11).
- Обладатель Кубка Европейской конфедерации волейбола (2011/12, 2014/15), бронзовый призёр Кубка CEV (2009/10).

### Индивидуальные
- Лучший нападающий юниорского чемпионата Европы (2003).
- Лучший нападающий и самый результативный игрок молодёжного чемпионата Европы (2004).
- MVP финала Кубка CEV (2014/15).
- Участник Матчей звёзд России (2008, декабрь 2014).

## Личная жизнь
Павел Круглов — выпускник Московского института международных экономических отношений.
Летом 2011 года женился. В его семье трое детей — Юлия, Павел и Славик.